# ПЭУ2
ПЭУ2 (промышленный электровоз узкоколейный тип 2 «второй») — электровоз узкоколейный, постоянного тока для эксплуатации на промышленных железных дорогах узкой колеи СССР, шириной 750 мм.
Выпущен Днепропетровским электровозостроительным заводом, для эксплуатации на электрифицированной узкоколейной железной дороге Пролетарск — Сулюкта (в Таджикской и Киргизской ССР) в 1990 году. Электрооборудование (за исключением тяговых двигателей) использовано практически без изменений от трамвайного вагона 71-605 и работает по штатной для этого трамвая системе многих единиц. Построен в единственном экземпляре, хотя по документам были построены ещё два электровоза. Оборудован стандартной автосцепкой СА-3.
Первоначально был поставлен в Пролетарск. Затем был разделён на две секции, одна осталась в Пролетарске, а вторая отправилась в Текели (Казахстан).
По данным на 2020 год, ни одна из секций не работает.

## Технические характеристики
- Напряжение — 550 В
- Сила тяги — 2 × 61,5 кН (крутящий момент 61 500 нм)
- Потребляемая мощность — 2 × 410 кВт
- Конструкционная скорость — 45 км/ч
- Масса — 2 × 35 т

## Вид

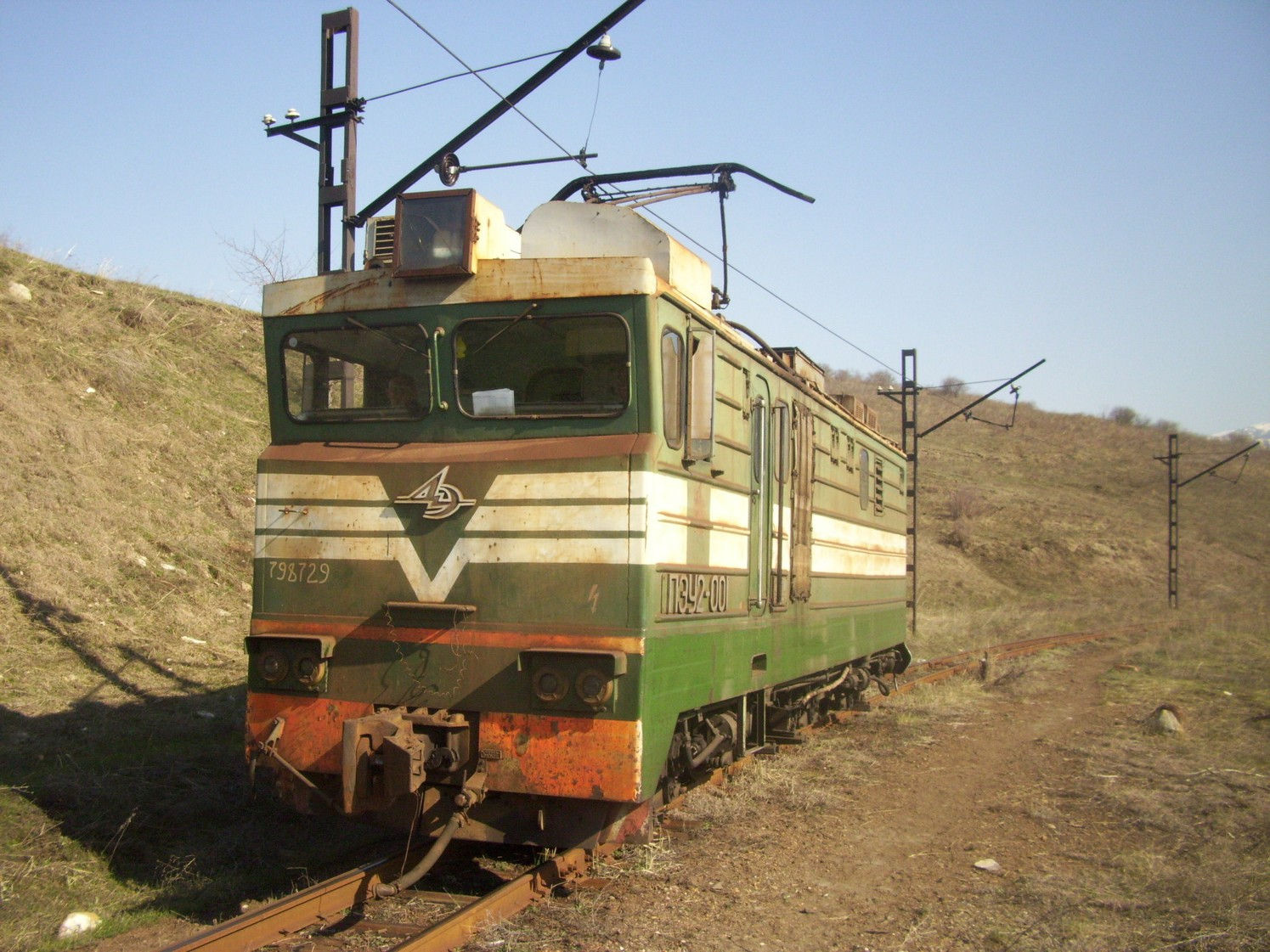
Вид спереди
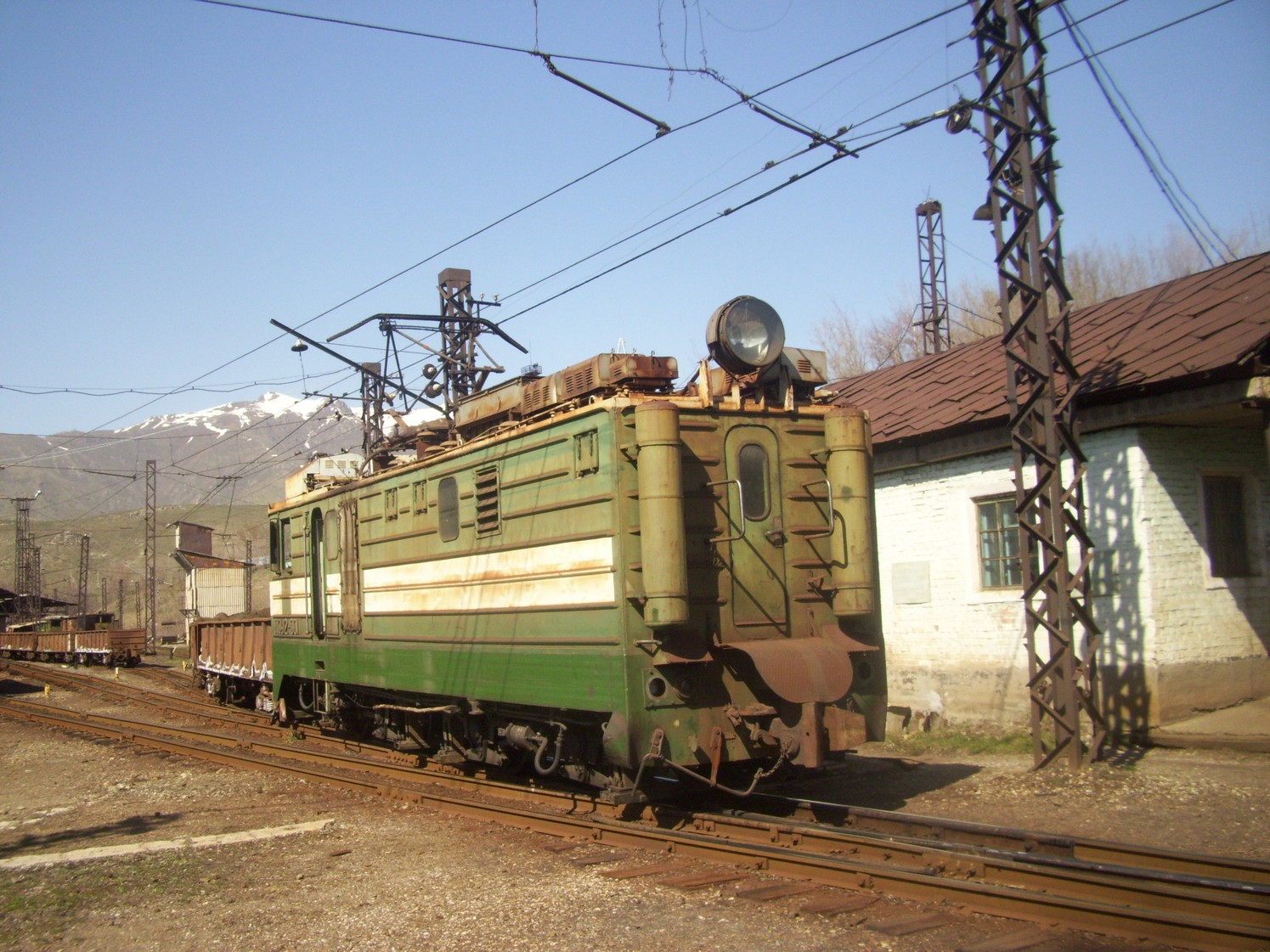
Вид сзади
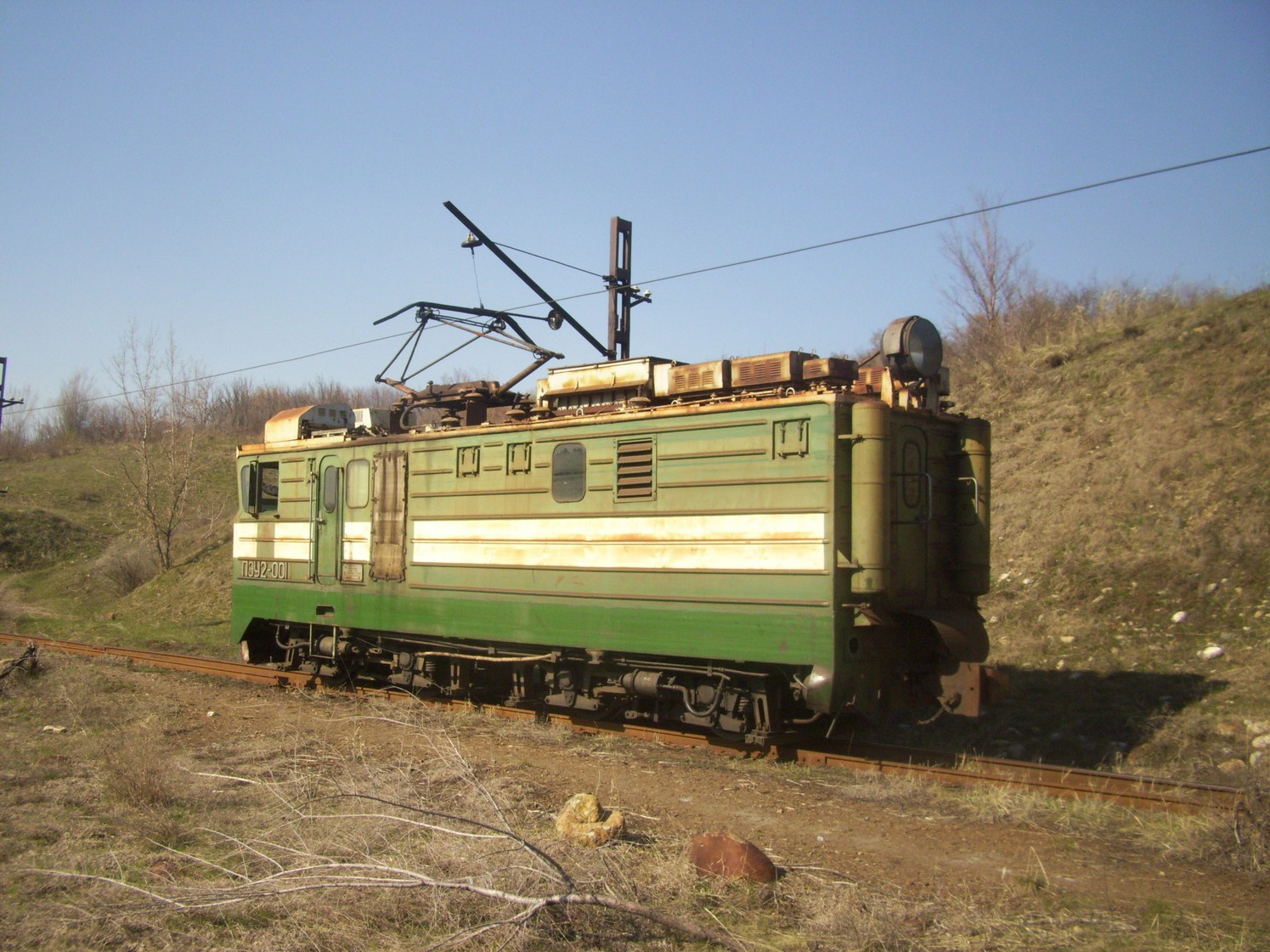
Вид сбоку
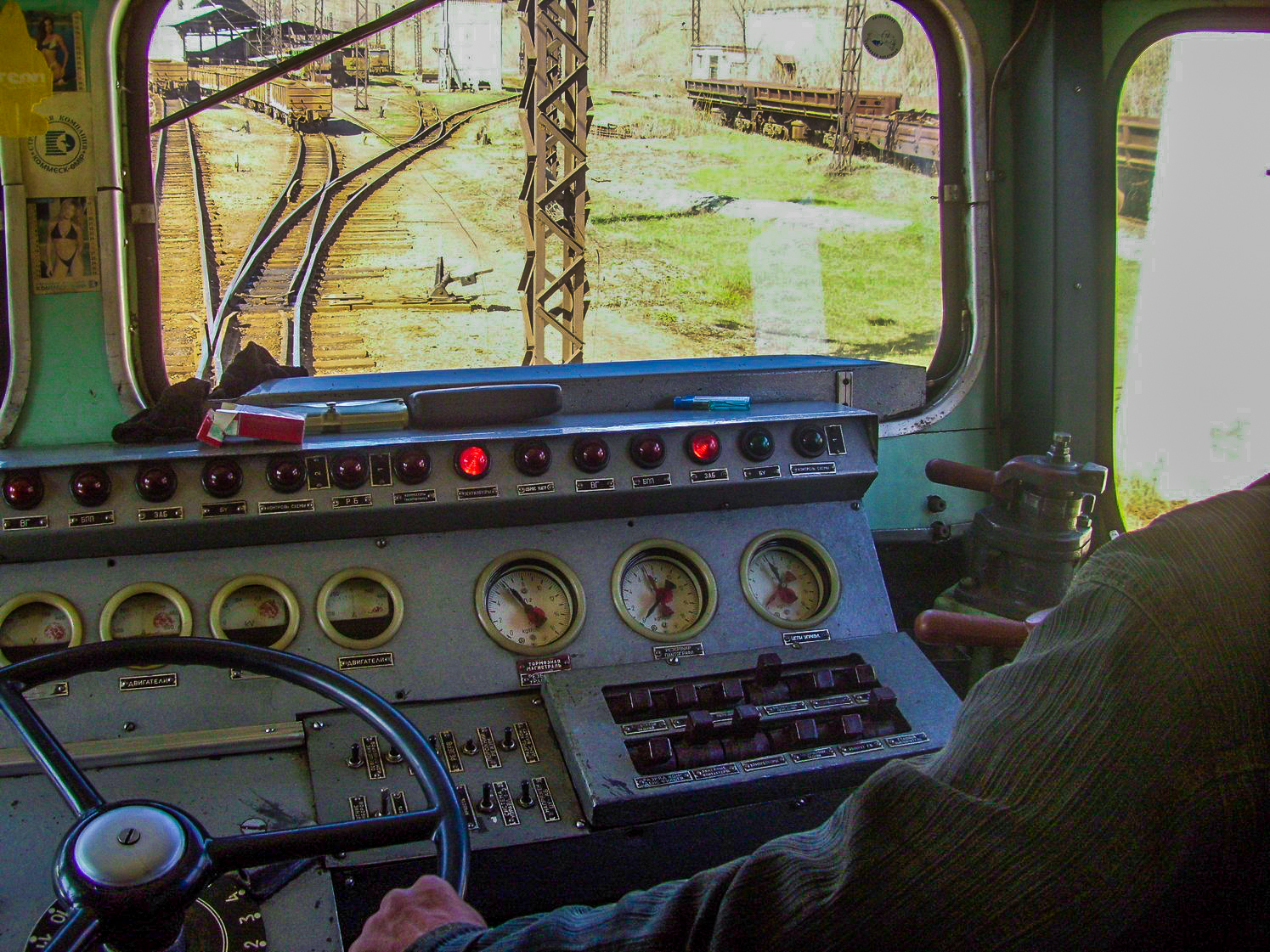
Кабина